# Amerikanischer Sumpffrosch

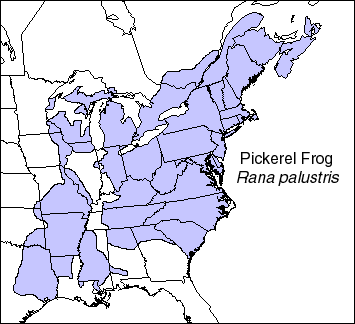
Verbreitung des Amerikanischen Sumpffrosches in den USA und Kanada

Der Amerikanische Sumpffrosch (Lithobates palustris, Syn.: Rana palustris), genauer: Nordamerikanischer Sumpffrosch, ist ein Froschlurch aus der Familie der Echten Frösche (Ranidae). Er ist im Osten der USA und Kanadas verbreitet. 

## Aussehen
Die Art erreichte eine Körperlänge von 4,4 bis 7,8 cm. Die Hauptfarbe des Amerikanischen Sumpffrosches ist braun. Die Haut ist glatt und besitzt Giftdrüsen. Eine Lichtlinie, führt am Oberkiefer entlang. Der Frosch besitzt viele dorsale Flecken, deren Umrandung weiß ist, die Farbe der Flecken ist dunkelbraun. Gelbe oder orange Färbungen auf Flecken existieren an den Hintergliedmaßen. Die Augen sind beige bis gelb. Die Kaulquappen sind gelb und werden 1,9 bis 2,7 Zentimeter groß.

## Verbreitung
Der Amerikanische Sumpffrosch ist im östlichen Nordamerika beheimatet. Sein Verbreitungsgebiet beginnt im Süden der Provinz Québec in Kanada und erstreckt sich weiter südlich über die östlichen Zipfel des US-Bundesstaates Minnesota bis in den Osten von Texas. Die südliche Verbreitungsgrenze ist im westlichen Teil Floridas zu finden, in Alabama und Georgia gibt es nur begrenzte Populationen, das südliche Verbreitungsgebiet erstreckt sich nach Osten bis South Carolina. Im östlichen Teil des Verbreitungsgebiets ist die Nordgrenze im kanadischen Nova Scotia. In Nordamerika wird er englisch Pickerel Frog bzw. französisch Grenouille des marais genannt.
Die Grenzen des Verbreitungsgebietes sind speziell im Norden, wo es sich mit dem des Leopardfrosches überschneidet, nicht immer verlässlich, da Verwechslungen nicht ausgeschlossen sind.
Der Amerikanische Sumpffrosch bevorzugt kühles, klares Wasser. Er ist an Teichen und Seen anzutreffen, in den Küstenebenen bevorzugt er die Aulandschaften und Überschwemmungsgebiete, in Karstgebieten ist er oft in der Nähe von Höhlen zu finden. 

## Lebensweise
Der Winterschlaf dauert von November bis Februar, im Frühjahr paaren sich die Frösche. Etwa 2000 bis 3000 Eier werden in mehreren kugelförmigen Laichballen abgelegt, die vom Weibchen unter Wasser an Wasserpflanzen befestigt werden. Die Eier sind durchschnittlich 1,7 Millimeter groß und von zwei Hüllschichten umgeben. Die Kaulquappen brauchen 70 bis 80 Tage für ihre Entwicklung zum Frosch. Der Amerikanische Sumpffrosch ist wie die meisten Froschlurche nachtaktiv. Aktivität wird durch starke Regenfälle gefördert. Wird der Frosch attackiert, sondert er Giftstoffe ab.

## Quaken
Die beiden Schallblasen des Männchens sind gut ausgebildet und bei den Balzrufen gut sichtbar. Der Balzruf, der ein bis zwei Sekunden dauern kann, klingt wie ein kurzes pulsierendes Schnarchen oder Krächzen, gefolgt von einem Glucksen.

## Gefährdung
Der Amerikanische Sumpffrosch ist wie die meisten Amphibien durch die Trockenlegung und Bebauung der Feuchtgebiete bedroht. Beim Amerikanischen Sumpffrosch kommt noch hinzu, dass er auf sehr sauberes klares Wasser angewiesen ist. Dadurch ist er in der Nähe von Städten, beispielsweise im Umkreis von Chicago, nicht mehr anzutreffen. Er wird in der Roten Liste, in der "Kategorie 3" (least concern) eingestuft.

## Taxonomie
Der Amerikanische Sumpffrosch wurde 1825 von J. E. LeConte nach Exemplaren, die wahrscheinlich aus der Umgebung von Philadelphia stammten, erstbeschrieben.
1983 wurde der Amerikanische Sumpffrosch von Hillis et al. innerhalb der Untergattung Rana (Rana) in die Rana areolata-Untergruppe des Rana pipiens-Komplexes gestellt. 2006 schlugen Frost et al. vor, den Amerikanischen Sumpffrosch in die Gattung Lithobates zu stellen. D. M. Hillis riet jedoch, weitere molekulargenetische Untersuchungen abzuwarten, um neue Gattungsgrenzen innerhalb der Gruppe besser begründen zu können. Er stellte den Frosch als Rana (Nenirana) palustris in die Untergattung Nenirana.